# Sergei Wladimirowitsch Wodopjanow
Sergei Wladimirowitsch Wodopjanow (russisch Сергей Владимирович Водопьянов; * 20. September 1987 in Taldyqorghan, Kasachische SSR, Sowjetunion) ist ein russischer Boxer. Er war Weltmeister 2007 in Chicago im Bantamgewicht, Silbermedaillengewinner der Weltmeisterschaften 2009 in Mailand im Federgewicht und Teilnehmer der Olympischen Spiele 2008 in Peking und 2012 in London.

## Werdegang
Sergei Wodopjanow gewann 2004 die Silbermedaille im Halbfliegengewicht bei den Junioren-Weltmeisterschaften in Südkorea und 2005 die Goldmedaille in derselben Gewichtsklasse bei den Junioren-Europameisterschaften in Estland. Er besiegte dabei unter anderem Nordine Oubaali und zwei Mal Howhannes Danieljan. Bei den Junioren-Weltmeisterschaften 2006 in Marokko schied er im Achtelfinale gegen Wassyl Lomatschenko aus.
2006 wurde er nach einer Finalniederlage gegen Georgi Balakschin Russischer Vizemeister im Fliegengewicht und gewann bereits im Jahr darauf den Russischen Meistertitel im Bantamgewicht durch einen finalen Sieg gegen Schinat Schandibajew. Er startete daraufhin auch bei den Weltmeisterschaften 2007 in Chicago und gewann durch Siege gegen Luke Boyd, Manju Wanniarachchi, Gary Russell, McJoe Arroyo und Enchbatyn Badar-Uugan die Goldmedaille im Bantamgewicht.
Durch diesen Erfolg war er für die Olympischen Spiele 2008 in Peking qualifiziert, wo er in der Vorrunde erneut McJoe Arroyo besiegen konnte, aber im Achtelfinale gegen Akhil Kumar ausschied. Beim Weltcup 2008 in Moskau gewann er nach einer Niederlage im Halbfinale gegen Veaceslav Gojan eine Bronzemedaille im Bantamgewicht.
2009 wurde er Russischer Meister im Federgewicht und gewann in dieser Gewichtsklasse auch die Silbermedaille bei den Weltmeisterschaften 2009 in Mailand. Durch Siege gegen Amangeldy Hudaybergenov, Erzhan Musafirov, Kevin Rivers, Yasniel Toledo und Bohodirion Sultanov hatte er das Finale erreicht, wo er erneut gegen Wassyl Lomatschenko unterlag. 2010 unterlag er im Halbfinale der Russischen Meisterschaft gegen Dmitri Poljanski und gewann Bronze im Bantamgewicht, zudem schied er im Viertelfinale der Europameisterschaften 2010 in Moskau gegen Denis Makarov aus.
2011 besiegte er bei den nationalen Meisterschaften unter anderem Eduard Absalimow sowie Dmitri Poljanski und wurde Russischer Meister im Bantamgewicht, unterlag jedoch beim Kampf um den Einzug in die Medaillenränge der Weltmeisterschaften 2011 in Baku gegen Anwar Junussow. In den Vorrunden hatte er sich gegen Deivi Julio und Zhang Jiawei durchgesetzt. Bei den Olympischen Spielen 2012 in London schlug er Alberto Melián, schied aber im Achtelfinale gegen Robenilson de Jesus aus.
2013 wurde er mit einem Finalsieg gegen Eduard Absalimow erneut Russischer Meister im Bantamgewicht, gewann die Sommer-Universiade in Kasan und die World Combat Games in Sankt Petersburg. Bei der Russischen Meisterschaft 2014 unterlag er im Viertelfinale gegen Absalimow und gewann 2015 noch die Silbermedaille im Weltergewicht bei den World Police and Fire Games in Fairfax.